# Andrzej Niekrasz
Andrzej Niekrasz (ur. 25 października 1934 w Krakowie, zm. 25 grudnia 2013 w Kaliszu) – polski grafik, nauczyciel akademicki, profesor sztuk pięknych (1990).

## Biografia
Andrzej Niekrasz urodził się 25 października 1934 w Krakowie. Do gimnazjum uczęszczał w Wieluniu, gdzie złożył egzamin dojrzałości. Następnie studiował na Akademii Sztuk Pięknych w Krakowie. Jego profesorami byli m.in. Hanna Rudzka-Cybisowa, Jonasz Stern i Konrad Srzednicki. Dyplom uzyskał w 1959. Po powrocie do Wielunia uczył plastyki w tamtejszym liceum pedagogicznym. W 1961 zamieszkał w Kaliszu, gdzie uczył w Studium Nauczycielskim im. Marii Konopnickiej w Kaliszu. W 1972 otrzymał posadę w Wyższej Szkole Nauczycielskiej w Częstochowie. W 1984 powrócił do Kalisza, otrzymując zatrudnienie w Oddziale Instytutu Pedagogicznego Uniwersytetu im. Adama Mickiewicza w Poznaniu. Od 1985 Andrzej Niekrasz był kierownikiem Zakładu Wychowania Plastycznego UAM w Kaliszu. W 1990 otrzymał tytuł naukowy profesora. W 1995 mieszkańcy nagrodzili go honorowym tytułem Kaliszanina Roku. 
Andrzej Niekarsz, obok pracy dydaktycznej, uprawiał rysunek piórkiem, malarstwo, grafikę (suchoryt i monotypia) i rzeźbę. Interesowały go tematy dotyczące ludzkiej egzystencji, martyrologii narodu polskiego oraz wojska polskiego na frontach II wojny światowej. Wziął udział w 30 wystawach indywidualnych i ponad 130 wystawach zbiorowych w kraju i za granicą. Zmarł 25 grudnia 2013 w Kaliszu; został pochowany 31 grudnia 2013 na cmentarzu komunalnym w Kaliszu.

## Odznaczenia
- Nagroda Ministra Kultury i Sztuki (1971)[1]
- II Nagroda Polskiego Komitetu Olimpijskiego (1989)
- Indywidualna Nagrodę Artystyczną Ministra Kultury i Sztuki (1989)
- Doroczna Nagroda Miasta Kalisza (1991)
- I Nagroda Polskiego Komitetu Olimpijskiego (1992)
- Indywidualna Nagroda Wojewody Kaliskiego (1992)
- Nagroda Marszałka Województwa Wielkopolskiego (2004)
- Odznaka honorowa „Zasłużony dla Kultury Polskiej” (2010)
- Nagroda Prezydenta Miasta Kalisza (2010)